# 里利 (印第安納州)
里利（英語：Riley）是一個位於美國印地安納州維哥縣的城鎮。

## 人口
根據2010年美國人口普查的數據，里利的面積為0.23平方千米，當中陸地面積為0.23平方千米，而水域面積為0.00平方千米。當地共有人口2000人，而人口密度為每平方千米8,696人。